# 일본 아이스하키 국가대표팀
일본 아이스하키 국가대표팀(일본어: アイスホッケー日本代表)은 일본을 대표하는 남자 아이스하키 국가대표팀으로 대한민국, 카자흐스탄과 함께 아시아 아이스하키 3강 체제를 형성하고 있다.

## 선수 기록
| #  | 성명            | 연도      | 출장 | 골 | 어시스트 | 포인트 |
| -- | --------------- | --------- | ---- | -- | -------- | ------ |
| 1  | 스즈키 노리오   | 1985–1996 | 66   | 39 | 46       | 85     |
| 2  | 사카이 도시유키 | 1985–2002 | 106  | 44 | 32       | 76     |
| 3  | 후루하시 마쿠루 | 2017–     | 55   | 28 | 43       | 71     |
| 4  | 오바라 다이스케 | 2003–2017 | 85   | 33 | 33       | 66     |
| 5  | 다나카 고       | 2007–2019 | 126  | 27 | 37       | 64     |
| 6  | 우에노 히로키   | 2006–     | 103  | 30 | 32       | 62     |
| 7  | 이와모토 고지   | 1962–1975 | 41   | 29 | 30       | 59     |
| 7  | 스즈키 다카히토 | 1997–2013 | 90   | 24 | 35       | 59     |
| 9  | 구지 슈헤이     | 2009–     | 74   | 38 | 17       | 55     |
| 10 | 히키기 다카오   | 1967–1981 | 28   | 19 | 28       | 47     |